# Thrypticus intercedens
Thrypticus intercedens är en tvåvingeart som beskrevs av Negrobov 1967. Thrypticus intercedens ingår i släktet Thrypticus och familjen styltflugor. Arten är reproducerande i Sverige. Inga underarter finns listade i Catalogue of Life.